# Station Goldshöfe
Station Goldshöfe is een spoorwegstation in de Duitse plaats Aalen.  Het station werd in 1863 geopend. 